# 新町宿 (北国街道)
新町宿（あらまちじゅく）は、長野県長野市稲田、徳間、若槻東条にあった北国街道の宿場。善光寺宿（1里）と牟礼宿（2里半）の間に位置した。

## 概要
慶長16年（1611）、北国街道の稲積村（いなづみ、長野市稲田）に伝馬宿として成立した。元和3年（1617）からは稲積村に加え、北に連なる徳間村（とくま、長野市徳間）、東条村（ひがしじょう、長野市若槻東条）の2村を合わせた3村で1宿となり、交代で伝馬役を勤めた。
新町宿の問屋は稲積では江戸中期から吉沢家が、徳間では八木家、東条では松田家が勤め、それぞれ高札場も置かれた。このうち、吉沢家は本陣を兼ねた新町宿の筆頭問屋で、佐渡からの金銀荷は当番非番に関わらず稲積が引き受けた。新町宿には脇本陣は置かれなかったが、一般の宿場旅籠も数軒あった。
徳間の中心からは飯山街道が分かれ、そこには「右 いひ山・なかの・しぶゆ・くさつ道、左 北国往還」と刻まれた道標が残っている。また、街道から外れた東方約1kmには「稲積の一里塚」があり、築造後に街道筋が変わったことを物語っている。

## 宿場の成り立ち
稲積村周辺の北国街道は慶長10年（1605）ないし11年頃に、それまでの旧道に代えて新たに作られたとみられている。旧道は古代からの信越間の交通路だった東山道支道を踏襲した道筋で、三輪～吉田～多古駅（東山道の駅家）～吉と続いており、慶長9年頃にこの旧道に一里塚が築かれた。しかし、その1～2年後に吉から吉田に抜ける近道として新街道が西方約1kmのところに開通した。これに伴い、上稲積、下稲積村が新街道沿いに移転して稲積村となり、さらに旧道沿いの新町（あらまち、長野市上駒沢）と三丁町（さんちょうまち、長野市徳間）に存在した宿場が稲積村に移転し、慶長11年から新街道の宿場としての役割を果たし始めた。その際、新町宿の名称を引き継いだとみられている。
慶長16年9月、越後高田城主松平忠輝は領内北国街道矢代（千曲市屋代）以北の諸宿に対し、「伝馬宿書出」を発出した。新町宿の伝馬宿書出は、忠輝重臣の大久保長安が国廻りの際に稲荷山にて稲積村問屋の成田佐左衛門に下付した。これをもって新町宿は北国街道の正式な宿駅となった。このとき下付された伝馬宿書出は問屋を勤めた吉沢家に現存している。
しかし、当時36軒の稲積村には人馬の継立は相当の負担となり、村が疲弊したことから、元和3年（1617）に徳間、東条の2村も加えられ、3村で1宿となった。これにより稲積と東条とに問屋を置き、伝馬役は月の上15日は稲積、下15日は徳間・東条の2村が行うこととなった。また、松平忠輝の改易後、当地域の領主となった松代藩主松平忠昌は宿場の負担を軽減するため、元和4年、稲積村役に対し327石余の諸役御免の書状を下付した。この方針はその後の新領主となった酒井忠勝、真田信之にも引き継がれ、それぞれ同内容の書状が下付された（元和6年および元和9年）。
その後、交通量の増加や逓送人馬の不足により、安永3年（1774）に宿駅法の改正が行われた。これによると柏原・牟礼、新町、善光寺、丹波島、矢代の5宿は共同で荷物を運送することになり、水内郡石渡村など34カ村が助郷村となった。この改正により新町宿においては徳間にも問屋が置かれ、月の上10日は稲積、中10日は徳間、下10日は東条が交替で継立を勤めることとなり、新町宿は若槻3町の宿場といわれるようになった。

## 宿場の様子
新町宿を通過する北国街道は道幅が概ね2間3尺（約4.5m）で、稲積と東条の問屋付近では4間3尺（約8m）に広げられ、脇には人足の手洗いや馬の飲み水用の宿場用水が流れていた。街道の両側には7間割の家が軒を連ねた。北国街道の宿場が常備する人馬の数は25人、25匹と定められていたが、新町宿は常備の人足21人、馬18匹で勤め、不足時は助郷に頼った。伝馬に要する費用は軒割や石割により村入用で負担した。
北国街道は主に佐渡の金銀荷を江戸に運ぶことを目的に改修されたものであるが、各種物資の信越・関東間の重要な交流路となり、また、加賀前田家をはじめ、越中、越後の諸大名も多く通行した。北国街道の大名通行は文政期（1818～1830）には14家あったという。新町宿には加賀藩主の宿泊記録はないが、小休所としては何度も利用された。このような通行で賑わいがあった一方、無賃の幕府公用荷も多く、宿場の負担も大きかった。また、善光寺宿に1里（約4km）と近いため、宿泊はまれで旅籠も他の宿場に比べ少なかった。
新町宿には約20人の専従の馬士（馬方）がいた。中には横柄な態度をとる馬士もいたようで、元治元年（1864）、一人の馬士が越後高田藩士に無礼打ちにされるという事件が発生した。この事件を契機に20名の馬士たちは、御定賃銭以外の酒代などはねだらないなど謹慎して伝馬に当たる旨の取極書を作成し、問屋と村役人に提出した。
新町宿全体の戸数については不明であるが、記録の分かる稲積村についてみると、宿場成立時には36軒であったが、寛政元年（1789）の検地帳では57軒となり、明治元年（1868）には74軒と、江戸時代を通じて2倍になった。